# Encyclopodia
Encyclopodia est un logiciel libre permettant d'installer l’intégralité de Wikipédia dans un lecteur iPod de 4e génération (ou antérieures) ou un iPod mini. Encyclopodia est la combinaison des termes encyclopédia et iPod. Pour la première fois, une encyclopédie devient facilement transportable[réf. nécessaire].
Il n'est pour l'instant[Quand ?] disponible que pour les Wikipédias en anglais (753 Mo), en allemand (321 Mo) et en italien (71 Mo).